# Elecciones municipales de 2015 en Tenerife
En la siguiente tabla se muestran los resultados electorales en los 31 municipios de Tenerife.
| Municipio                           | Municipio                                | Partido          | Votos  | %     | Concejales |
| ----------------------------------- | ---------------------------------------- | ---------------- | ------ | ----- | ---------- |
|                                     | Adeje 21 concejales                      | PSOE             | 6.255  | 60,38 | 15         |
| CCa-PNC                             | Adeje 21 concejales                      | 1.997            | 19,28  | 4     |            |
| IUC - LV - UP - AR. Canarias Decide | Adeje 21 concejales                      | 746              | 7,20   | 1     |            |
| PP                                  | Adeje 21 concejales                      | 587              | 5,67   | 1     |            |
|                                     | Arafo 13 concejales                      | A.I. ARAFO - CCN | 1.481  | 46,41 | 7          |
| PSOE                                | Arafo 13 concejales                      | 458              | 14,35  | 2     |            |
| PP                                  | Arafo 13 concejales                      | 375              | 11,75  | 1     |            |
| IU -LV                              | Arafo 13 concejales                      | 357              | 11,19  | 1     |            |
| UxARAFO                             | Arafo 13 concejales                      | 286              | 8,96   | 1     |            |
| CCa-PNC                             | Arafo 13 concejales                      | 205              | 6,42   | 1     |            |
|                                     | Arico 13 concejales                      | PSOE             | 1.289  | 35,32 | 5          |
| CCN                                 | Arico 13 concejales                      | 685              | 18,77  | 3     |            |
| CCa-PNC                             | Arico 13 concejales                      | 671              | 18,39  | 2     |            |
| PP                                  | Arico 13 concejales                      | 480              | 13,15  | 2     |            |
| SSP                                 | Arico 13 concejales                      | 249              | 6,82   | 1     |            |
|                                     | Arona 25 concejales                      | PSOE             | 6.807  | 35,28 | 12         |
| PP                                  | Arona 25 concejales                      | 3.008            | 15,59  | 5     |            |
| CCa-PNC                             | Arona 25 concejales                      | 2.734            | 14,17  | 5     |            |
| CxARONA                             | Arona 25 concejales                      | 1.775            | 9,20   | 3     |            |
|                                     | Buenavista del Norte 11 concejales       | SSP              | 1.332  | 45,26 | 5          |
| PSOE                                | Buenavista del Norte 11 concejales       | 1.242            | 42,20  | 5     |            |
| CCa-PNC                             | Buenavista del Norte 11 concejales       | 318              | 10,81  | 1     |            |
|                                     | Candelaria 21 concejales                 | PSOE             | 4.129  | 33,41 | 8          |
| CCA-PNC                             | Candelaria 21 concejales                 | 2.400            | 19,42  | 5     |            |
| PP                                  | Candelaria 21 concejales                 | 2.101            | 17,00  | 4     |            |
| SSP                                 | Candelaria 21 concejales                 | 1.444            | 11,68  | 3     |            |
| PVXC                                | Candelaria 21 concejales                 | 754              | 6,10   | 1     |            |
|                                     | El Rosario 17 concejales                 | IR-VERDES        | 2.181  | 26,25 | 5          |
| PSOE                                | El Rosario 17 concejales                 | 2.111            | 25,40  | 5     |            |
| VxER                                | El Rosario 17 concejales                 | 1.044            | 12,56  | 2     |            |
| SSP                                 | El Rosario 17 concejales                 | 944              | 11,36  | 2     |            |
| PP                                  | El Rosario 17 concejales                 | 795              | 9,57   | 2     |            |
| XTF-C’s                             | El Rosario 17 concejales                 | 562              | 6,76   | 1     |            |
|                                     | El Sauzal 13 concejales                  | CC-PNC           | 2.339  | 48,93 | 7          |
| PP                                  | El Sauzal 13 concejales                  | 752              | 15,73  | 2     |            |
| PSOE                                | El Sauzal 13 concejales                  | 614              | 12,85  | 2     |            |
| UNID@S SE PUEDE EL SAUZAL           | El Sauzal 13 concejales                  | 609              | 12,74  | 2     |            |
|                                     | El Tanque 11 concejales                  | PSOE             | 902    | 52,59 | 7          |
| CC-PNC                              | El Tanque 11 concejales                  | 371              | 21,63  | 2     |            |
| NC                                  | El Tanque 11 concejales                  | 269              | 15,69  | 2     |            |
|                                     | Fasnia 11 concejales                     | PSOE             | 1.139  | 60,07 | 8          |
| CC-PNC                              | Fasnia 11 concejales                     | 415              | 21,89  | 2     |            |
| CCN                                 | Fasnia 11 concejales                     | 250              | 13,19  | 1     |            |
|                                     | Garachico 13 concejales                  | CC-PNC           | 1.882  | 63,90 | 9          |
| PSOE                                | Garachico 13 concejales                  | 648              | 22,00  | 3     |            |
| PP                                  | Garachico 13 concejales                  | 357              | 12,12  | 1     |            |
|                                     | Granadilla de Abona 21 concejales        | PSOE             | 5.661  | 38,84 | 9          |
| CC-PNC                              | Granadilla de Abona 21 concejales        | 4.136            | 28,37  | 7     |            |
| PP                                  | Granadilla de Abona 21 concejales        | 2.066            | 14,17  | 3     |            |
| C's                                 | Granadilla de Abona 21 concejales        | 976              | 6,70   | 1     |            |
| IUC-LV-UP-ALTER                     | Granadilla de Abona 21 concejales        | 765              | 5,25   | 1     |            |
|                                     | Guía de Isora 21 concejales              | PSOE             | 4.6566 | 53,55 | 12         |
| CC-PNC                              | Guía de Isora 21 concejales              | 2.798            | 32,18  | 7     |            |
| PP                                  | Guía de Isora 21 concejales              | 853              | 9,81   | 2     |            |
|                                     | Güímar 17 concejales                     | PP               | 4.064  | 42,13 | 8          |
| PSOE                                | Güímar 17 concejales                     | 2.464            | 25,54  | 5     |            |
| CC-PNC                              | Güímar 17 concejales                     | 1.277            | 13,24  | 2     |            |
| SSP                                 | Güímar 17 concejales                     | 909              | 9,42   | 2     |            |
|                                     | Icod de los Vinos 21 concejales          | CC-PNC           | 3.311  | 27,97 | 7          |
| PSOE                                | Icod de los Vinos 21 concejales          | 2.726            | 23,03  | 5     |            |
| PP                                  | Icod de los Vinos 21 concejales          | 2.142            | 18,10  | 4     |            |
| SIcod                               | Icod de los Vinos 21 concejales          | 1.917            | 16,20  | 4     |            |
| C's                                 | Icod de los Vinos 21 concejales          | 735              | 6,21   | 1     |            |
|                                     | La Guancha 13 concejales                 | PP               | 1.240  | 38,71 | 5          |
| CC-PNC                              | La Guancha 13 concejales                 | 1.090            | 34,03  | 5     |            |
| PSOE                                | La Guancha 13 concejales                 | 515              | 16,08  | 2     |            |
| AIG-NC                              | La Guancha 13 concejales                 | 310              | 9,68   | 1     |            |
|                                     | La Matanza de Acentejo 13 concejales     | PSOE             | 3.739  | 75,57 | 11         |
| PP                                  | La Matanza de Acentejo 13 concejales     | 720              | 14,55  | 2     |            |
|                                     | La Orotava 21 concejales                 | CC-PNC           | 11.981 | 50,86 | 12         |
| PSOE                                | La Orotava 21 concejales                 | 4.217            | 17,90  | 4     |            |
| USP                                 | La Orotava 21 concejales                 | 3.166            | 13,44  | 3     |            |
| PP                                  | La Orotava 21 concejales                 | 2.781            | 11,81  | 2     |            |
|                                     | La Victoria de Acentejo 13 concejales    | CC-PNC           | 2.235  | 40,71 | 6          |
| PSOE                                | La Victoria de Acentejo 13 concejales    | 2.073            | 37,69  | 5     |            |
| PP                                  | La Victoria de Acentejo 13 concejales    | 922              | 19,36  | 2     |            |
|                                     | Los Realejos 21 concejales               | PP               | 12.567 | 60,24 | 14         |
| PSOE                                | Los Realejos 21 concejales               | 3.592            | 17,22  | 4     |            |
| IU-LV                               | Los Realejos 21 concejales               | 1.818            | 8,72   | 2     |            |
| CC-PNC                              | Los Realejos 21 concejales               | 1.444            | 6,92   | 1     |            |
|                                     | Los Silos 11 concejales                  | PSOE             | 1.511  | 54,91 | 6          |
| CC-PNC                              | Los Silos 11 concejales                  | 968              | 35,17  | 4     |            |
| PP                                  | Los Silos 11 concejales                  | 220              | 7,99   | 1     |            |
|                                     | Puerto de la Cruz 21 concejales          | PSOE             | 4.449  | 30,82 | 7          |
| PP                                  | Puerto de la Cruz 21 concejales          | 4.173            | 28,91  | 7     |            |
| CC-PNC                              | Puerto de la Cruz 21 concejales          | 2.341            | 16,22  | 4     |            |
| ACP                                 | Puerto de la Cruz 21 concejales          | 2.202            | 15,25  | 3     |            |
|                                     | San Cristóbal de La Laguna 27 concejales | CC-PNC           | 16.670 | 23,95 | 7          |
| UNID@S SE PUEDE                     | San Cristóbal de La Laguna 27 concejales | 12.889           | 18,51  | 6     |            |
| PSOE                                | San Cristóbal de La Laguna 27 concejales | 12.592           | 18,09  | 5     |            |
| PP                                  | San Cristóbal de La Laguna 27 concejales | 10.569           | 15,18  | 4     |            |
| XTF-NC                              | San Cristóbal de La Laguna 27 concejales | 6.678            | 9,59   | 3     |            |
| C's                                 | San Cristóbal de La Laguna 27 concejales | 4.993            | 7,17   | 2     |            |
|                                     | San Juan de la Rambla 13 concejales      | PSOE             | 1.032  | 32,22 | 5          |
| CC-AIS                              | San Juan de la Rambla 13 concejales      | 776              | 24,23  | 3     |            |
| SSP                                 | San Juan de la Rambla 13 concejales      | 490              | 15,30  | 2     |            |
| PP                                  | San Juan de la Rambla 13 concejales      | 464              | 14,49  | 2     |            |
| VXT-CCD                             | San Juan de la Rambla 13 concejales      | 369              | 11,52  | 1     |            |
|                                     | San Miguel de Abona 17 concejales        | CC-PNC           | 1.896  | 35,01 | 7          |
| PSOE                                | San Miguel de Abona 17 concejales        | 1.771            | 32,71  | 6     |            |
| CCN                                 | San Miguel de Abona 17 concejales        | 955              | 17,64  | 3     |            |
| PP                                  | San Miguel de Abona 17 concejales        | 520              | 9,60   | 1     |            |
|                                     | Santa Cruz de Tenerife 27 concejales     | CC-PNC           | 21.378 | 24,26 | 9          |
| PP                                  | Santa Cruz de Tenerife 27 concejales     | 15.366           | 17,44  | 6     |            |
| PSOE                                | Santa Cruz de Tenerife 27 concejales     | 11.680           | 13,26  | 4     |            |
| SSP                                 | Santa Cruz de Tenerife 27 concejales     | 10.635           | 12,07  | 4     |            |
| C's                                 | Santa Cruz de Tenerife 27 concejales     | 8.358            | 9,49   | 3     |            |
| Izquierda Unida Canaria             | Santa Cruz de Tenerife 27 concejales     | 4.494            | 5,10   | 1     |            |
|                                     | Santa Úrsula 17 concejales               | AISU             | 3.146  | 40,60 | 8          |
| PP                                  | Santa Úrsula 17 concejales               | 2,819            | 36,38  | 7     |            |
| PSOE                                | Santa Úrsula 17 concejales               | 577              | 7,45   | 1     |            |
| ADS-NC                              | Santa Úrsula 17 concejales               | 435              | 5,61   | 1     |            |
|                                     | Santiago del Teide 17 concejales         | PP               | 1.744  | 51,43 | 9          |
| CC-PNC                              | Santiago del Teide 17 concejales         | 1.177            | 34,71  | 6     |            |
| PSOE                                | Santiago del Teide 17 concejales         | 416              | 12,27  | 2     |            |
|                                     | Tacoronte 21 concejales                  | CC-PNC           | 2.674  | 22,14 | 6          |
| PSOE                                | Tacoronte 21 concejales                  | 2.444            | 20,24  | 5     |            |
| PP                                  | Tacoronte 21 concejales                  | 2.027            | 16,79  | 4     |            |
| SSP                                 | Tacoronte 21 concejales                  | 1.388            | 11,49  | 3     |            |
| NCa                                 | Tacoronte 21 concejales                  | 1.058            | 8,76   | 2     |            |
| XTF                                 | Tacoronte 21 concejales                  | 797              | 6,60   | 1     |            |
|                                     | Tegueste 17 concejales                   | CC-PNC           | 2.410  | 38,60 | 8          |
| PSOE                                | Tegueste 17 concejales                   | 1.201            | 19,23  | 4     |            |
| SSP                                 | Tegueste 17 concejales                   | 1.003            | 16,06  | 3     |            |
| PP                                  | Tegueste 17 concejales                   | 511              | 8,18   | 1     |            |
| UNID@S POR TEGUESTE                 | Tegueste 17 concejales                   | 487              | 7,80   | 1     |            |
|                                     | Vilaflor de Chasna 9 concejales          | SSP              | 444    | 45,17 | 4          |
| PSOE                                | Vilaflor de Chasna 9 concejales          | 315              | 32,04  | 3     |            |
| CC-PNC                              | Vilaflor de Chasna 9 concejales          | 212              | 21,57  | 2     |            |

- Datos: Q20021395